# 西湖醋鱼
西湖醋鱼，又名叔嫂传珍、宋嫂鱼，杭帮菜特色菜肴之一，以楼外楼酒店的最为有名。西湖醋鱼是杭州游客最常点的菜肴之一，但是由于做工讲究，杭州各家餐馆做出的醋鱼口味差别较大，食客评价一直以来具有争议。

## 起源

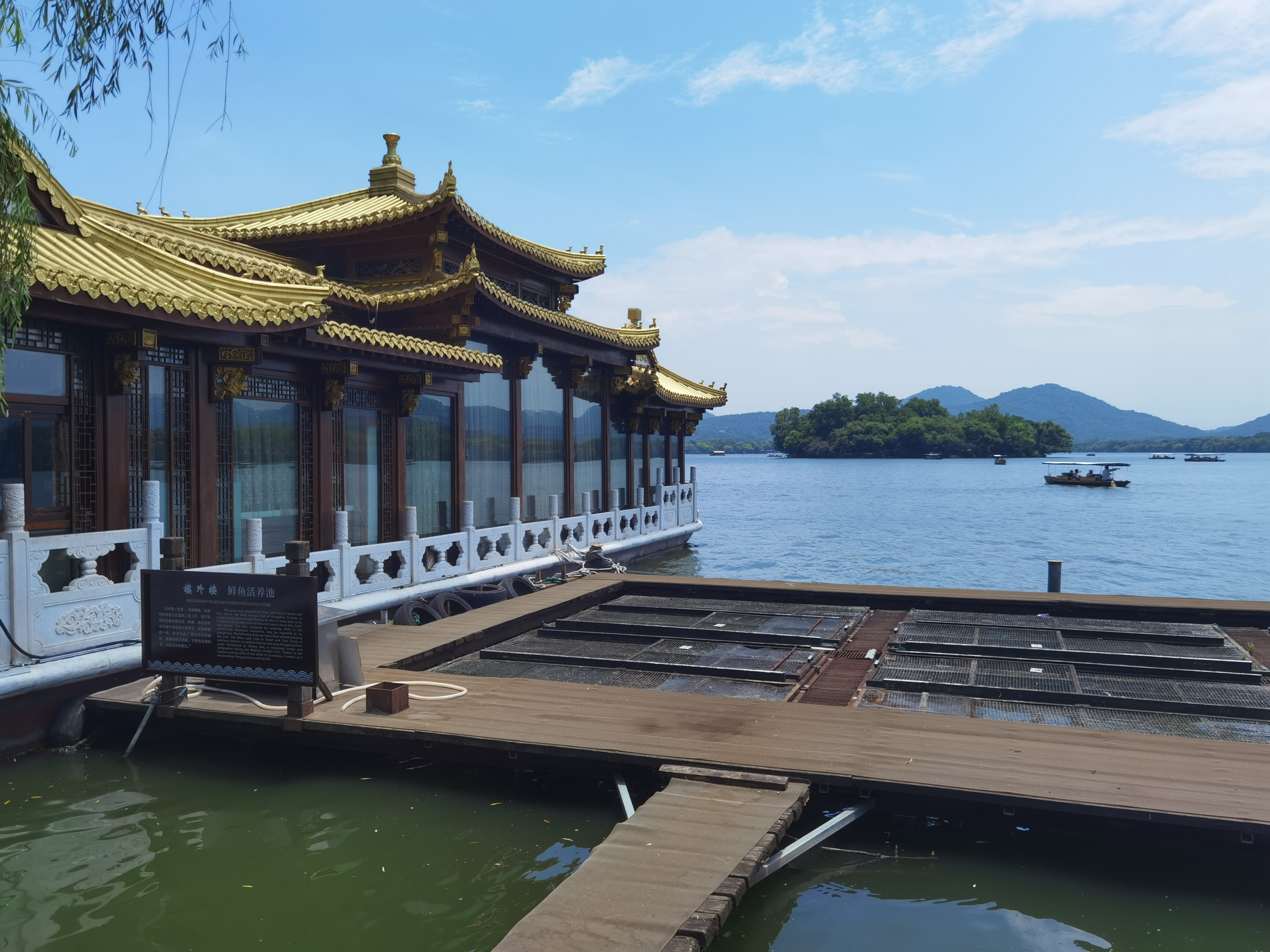
楼外楼鲜鱼活养池

有两种起源传说：第一种称西湖醋鱼又称叔嫂传珍，是宋代某人被恶霸遇害后留下弟弟（小叔）和妻子（嫂子），叔嫂二人有心为其报仇不成，嫂子在小叔外出避难为其烹饪了这道美食，寓意“甜不忘酸”，结局是小叔考取功名回乡为兄弟报仇；第二种则称西湖醋鱼为宋嫂鱼，《武林旧事》曾记载宋高宗品尝宋嫂鱼羹，而西湖醋鱼是当时宋嫂鱼羹的演化。宋嫂鱼羹这道菜可能与《武林旧事》无关，其做法沿袭清代袁枚《随园食单》醋搂鱼，然后晚清经学家俞樾结合宋嫂鱼做法和家乡德清菜做法进一步改进了这道菜，西湖醋鱼才正式面世，秘方流传诸多杭州餐馆。由于俞樾当时住在孤山的俞楼，与楼外楼相距不远，自然近水楼台先得月。最后在1930年代杭州西湖博览会期间，楼外楼的主厨结合外地游客的建议，将瓦块鱼改为全鱼烹制，在楼外楼门前放置大竹篓散养草鱼饿养去腥，才令西湖醋鱼成为名菜。

## 做法与风味
西湖醋鱼最初是以草鱼为原材料，选材比较讲究：草鱼选用1.5斤左右，在烹制之前需要先饿养一段时间，使鱼排空肠胃、吐尽泥土，然后现活现杀，这样做出来的鱼鱼肉结实、没有腥气，有蟹肉的味道；西湖醋鱼的醋则需要选用双鱼牌米醋。西湖醋鱼讲究切七刀，一刀把鱼对半切成雌雄两片，雄片切4刀，雌片切1刀，刀刀不破皮；在烹饪的时候，不仅仅讲究顺序和手法，还要主义水量和上底色；西湖醋鱼最关键的步骤在于勾芡，芡汁用到了姜、醋、糖调和为蟹味，并且也要讲究色泽；最后厨师还会挑出鱼眼，作为装饰。由于西湖醋鱼名声在外，做这样菜的店家不在少数，口味也千差万别，游客往往慕名而来、失望而去。这种现象由来已久，早在清代袁枚《随园食单》就曾指出「此物（醋搂鱼）杭州西湖上五柳居最有名。而今则酱臭而鱼败矣。甚矣！」。1940年代作家梁实秋也指出：“现时一般餐厅，多标榜西湖醋溜鱼，与原来风味相去甚远。”制作西湖醋鱼是使用低廉的草鱼做出蟹味，因此需要相当的水准才能制作，正如中国烹饪协会副会长徐步荣点评：“这种名菜，最需要政府统筹管理，对厨师进行统一指导培训。”
为了迎合客人的口味变化，楼外楼曾多次改换西湖醋鱼的原料并省去了饿鱼的步骤，从最早的草鱼换到鳜鱼，2023年换成特殊品种草鱼——开化清水鱼以求降低鱼腥，莼菜也换成了莼菜芽，不过仍然未使该菜摆脱被认为难吃的争议。西湖国宾馆也是用水库里养了四年的开化清水鱼来做西湖醋鱼。集艺楼会将开化清水鱼饿半个月才拿来做西湖醋鱼。西子四季宾馆的金沙厅则是采用笋壳鱼来做，烹饪手法也有所改变。新周记则是完全改变了西湖醋鱼的做法，将草鱼外面薄溜溜裹层面粉油炸，做成类似松鼠鳜鱼的样子，与传统西湖醋鱼相差甚远。西湖醋鱼至今仍是来杭州游客必点的菜肴之一，最高峰时楼外楼可以一天卖出1500多份西湖醋鱼，不可否认也是食客评价最富争议的菜肴之一。